# ناثان براونسون
ناثان براونسون (بالإنجليزية: Nathan Brownson)‏(14 مايو 1742 - 6 نوفمبر 1796) وهو سياسي أمريكي كان قد شغل منصب حاكم ولاية جورجيا الأمريكية ما بين عامي 1781 إلى عام 1782 الجدير بالذكر إلى ان براونسون تزوج مرتين الأولى كانت في عام 1769 من إليزابيث لويس التي توفيت في سنة 1775 والثانية من إليزابيث ماكلين في سنة 1776.